# 暗房夜空
《暗房夜空》（英語：Losing Sight of A Longed Place）是一部香港動畫短片，故事以真人真事為題材，講述一位投身於香港同志運動的年輕人，在現實社會中遭遇到的挫折及所感受到的無力感。動畫短片由來自香港公開大學動畫及視覺特效榮譽藝術學士課程的三名學生所創作，原是作為他們在大學的畢業作品，三名大學生冒著畢業課業被差評的風險，透過動畫嘗試表達在現實社會被認為是非主流的觀點。短片以水彩畫方式描繪故事主人翁的情感，其獨特的表達手法令短片獲提名參與角逐第54屆金馬獎，並且獲選為年度「最佳動畫短片」，是首度有香港動畫短片取得這項殊榮。

## 背景
這輯動畫短片原是三名學生交予大學作為畢業評核的作品，並沒有考慮過參賽及要爭取獎項，他們決定以同性戀為題材，是因為感受到同性戀婚姻在香港是一個敏感的社會議題，同時受到由波蘭反共藝術家Jacek Winkler製作的動畫《唐吉訶德闖魔山》（The Magic Mountain）所啟發，雖然這是一個非主流的冷門題材，可能會因此而只取得低分，但是他們認為最重要是大家能夠享受創作的經歷，於是決定不考慮畢業作品評核所取得的分數，去選用非主流觀點的題材，同時要嘗試通過創作將被認為是小眾的聲音帶到大眾之中。三位學生為更了解同性戀人士對婚姻的觀點，於是親自訪問了十位同志，後來在網絡上找到一位受訪者「威威」，聽完其經歷後有很深刻的感受，於是以此真人真事為動畫故事的題材創作《暗房夜空》。動畫以Adam為主角，講述一位支持香港同志運動的年輕人，熱心於爭取同性戀的權益，但作為非主流性取向的小眾，在家庭關係及社會現實中都充滿掙扎和無力感，同時希望透過動畫創作能擺脫社會標籤，重新認識性小眾。

## 製作
三名創作人作為仍在學的學生，可用於製作的資金十分有限，他們於是租用一個位於觀塘的工廠大廈頂層，面積不足200平方呎，僅有一扇窗的「劏房」單位作為工作室，在狹小的空間中擺放一張小圓桌及三台電腦，三人便埋首繪圖製作這部短片。雖然創作環境的空間非常狹小，如同香港人生活在熟悉而又狹窄的現實環境，工作室唯一的一扇窗帶來「像有另一片天，最重要有新鮮的空氣」，而且這個工作室經常有老鼠出沒，在夏天更要抵受汗流浹背，但為了要趕及繳交畢業作品的期限前完成，不時要通宵達旦，製作逾千幅動畫構圖。這部動畫採用實驗性的藝術表達方式，包括融合水彩、蠟筆及剪紙等藝術手法於一體，嘗試以獨特破格的畫風及手法表達主角的內心感受。當中構思最長的畫面，是動畫主角為逃離壓抑的內心世界，三人花了半年的時間不斷進行修改，終以天馬行空的宇宙空間呈現。

## 上映
2017年6月，香港公開大學創意藝術學系首次舉辦聯合創意藝術作品展，《暗房夜空》在這次畢業作品展覽中首次公開展出，同年9月在香港舉行的亞太同志電影節，《暗房夜空》正式全球首映，2018年3月在荷蘭阿姆斯特丹舉行的「荷蘭亞洲電影節2018」，《暗房夜空》成為其中一部代表香港參展及放映的香港電影。

## 禁播
2022年8月，《暗房夜空》原訂在香港「第一屆平地影像共學計劃」放映，但電影、報刊及物品管理辦事處要求刪減一幕不足一秒，重現2014年「佔中運動」的畫面，否則不能公開放映。最終，創作者及主辦單位決定不接受處方要求，宣布撤映。
《暗房夜空》本身是製作團隊的大學畢業作品，完整片三年前已由所屬的香港都會大學（前稱「公開大學」）上載至 YouTube。
網媒報道該片不獲電檢處批准公開放映之後，都會大學把該片設定改為「private」，停讓公眾觀看。

## 獎項
《暗房夜空》於2017年9月由香港數碼娛樂協會舉辦的「DigiCon6 Asia 大賞 – Hong Kong」中取得「觀眾投票獎」。《暗房夜空》於2017年10月1日入圍角逐第54屆金馬獎的「最佳動畫短片」並成功獲獎。
| 年度   | 頒獎典禮     | 獎項         | 獲提名       | 結果 |
| ------ | ------------ | ------------ | ------------ | ---- |
| 2017年 | 第54屆金馬獎 | 最佳動畫短片 | 《暗房夜空》 | 獲獎 |

## 外部連結
- 公大學生勇奪金馬獎「最佳動畫短片」 （页面存档备份，存于）